# Ville de Griffith
Pour les articles homonymes, voir Griffith.
La ville de Griffith (en anglais : City of Griffith) est une zone d'administration locale située dans l'État de Nouvelle-Galles du Sud en Australie.

## Géographie
La ville s'étend sur 1 640 km2 dans la Riverina au sud de l'État et est traversée par la Kidman Way.
Outre Griffith, la zone comprend les villes et villages de 
Beelbangera, Bilbul, Hanwood, Lake Wyangan, Tharbogang et Warburn, Widgelli, Willbriggie, Yenda, Yoogali, ainsi que les quartiers de Collina, Mayfair, Mooreville Murrumbidgee, North Griffith, Pioneer et Wickhams Hill.

## Histoire
Griffith et les autres localités qui constituent la zone d'administration locale ont été fondées dans le cadre de la zone d'irrigation du Murrumbidgee mise en œuvre à partir de 1903. Créé le 6 janvier 1928, le comté de Wade est élevé au rang de ville le 1er janvier 1982 et prend le nom de conseil de la ville de Griffith.

## Démographie
La population s'élevait à 24 364 habitants en 2011 et à 25 641 habitants en 2016.

## Politique et administration
Le conseil comprend douze membres, dont le maire, élus pour quatre ans. À l'issue des élections du 4 décembre 2021, l'ensemble des conseillers sont indépendants. Le même jour, les électeurs ont approuvé par référendum la réduction du nombre de conseillers de douze à neuf. En revanche, ils ont refusé de supprimer l'élection directe du maire.

### Liste des maires
| Période       | Période  | Identité      | Étiquette   | Qualité |
| ------------- | -------- | ------------- | ----------- | ------- |
| 2012          | 2021     | John Dal Broi | Indépendant |         |
| décembre 2021 | En cours | Doug Curran   | Indépendant |         |

## Jumelages[6]
- Ville de Fairfield (Australie)
- Harbin (Chine)
- Communauté de montagne du Grappa (Italie)